# Pallacanestro Olimpia Milano 1999-2000
Questa voce raccoglie le informazioni riguardanti la Pallacanestro Olimpia Milano , sponsorizzata Adecco, nelle competizioni ufficiali della stagione 1999-2000.

## Stagione
Nell'agosto 1999 avviene un nuovo cambio di proprietà: Bepi Stefanel cede infatti la società a Pasquale Caputo, italo americano leader nel settore caseario. Cambia anche lo sponsor con l'arrivo del marchio Adecco. Durante l'anno, a Caputo si aggiunge come socio Kobe Bryant, stella della NBA, in rappresentanza del quale agisce il padre Joe, ex giocatore anche nel campionato italiano.
In campo internazionale la squadra milanese disputa la Coppa Saporta superando il girone eliminatorio e nei sedicesimi gli sloveni del 
Novo Mesto. Negli ottavi di finale l'Olimpia incontra i polacchi del Breslavia. Nella partita di andata in Polonia l'Olimpia subisce una dura sconfitta  che non riesce a rimontare nel ritorno a Milano uscendo dalla competizione.
Nel campionato di serie A1 la squadra incontra molte difficoltà non riuscendosi a qualificare per le final eight di coppa Italia e terminando al 13º posto la regular season.
Negli ottavi di finale dei play off viene affrontata la Scavolini Pesaro che viene eliminata per due partite a zero con una vittoria in trasferta; nei quarti l'avversario è costituito dalla Muller Verona che vince tutte le prime tre partite eliminando i milanesi che restano così esclusi da tutte le competizioni europee della stagione successiva.

## Roster
| Adecco Milano 1999-00 | Adecco Milano 1999-00 |
| Giocatori             | Staff tecnico         |
| --------------------- | --------------------- |

| N. | Naz.                                        | Ruolo | Nome                  | Anno | Alt.   | Peso   |  |
| -- | ------------------------------------------- | ----- | --------------------- | ---- | ------ | ------ |  |
| 5  | Stati Uniti (bandiera)                      | P     | Pooh Richardson       | 1966 | 188 cm | 82 kg  |  |
| 6  | Italia (bandiera)                           | G     | Flavio Portaluppi (C) | 1971 | 188 cm | 88 kg  |  |
| 7  | Portogallo (bandiera)                       | A     | Sérgio Ramos          | 1975 | 200 cm | 95 kg  |  |
| 9  | Italia (bandiera)                           | C     | Andrea Michelori      | 1978 | 202 cm | 112 kg |  |
| 10 | Stati Uniti (bandiera)                      | P     | Shawn Respert         | 1972 | 185 cm | 88 kg  |  |
| 11 | Danimarca (bandiera)                        | C     | Mikkel Larsen         | 1972 | 207 cm | 110 kg |  |
| 12 | Italia (bandiera)                           | C     | Marco Baldi           | 1966 | 208 cm | 110 kg |  |
| 13 | Stati Uniti (bandiera) · Italia (bandiera)  | AP    | Mike Gizzi            | 1975 | 190 cm | 88 kg  |  |
| 14 | Grecia (bandiera)                           | AG    | Milan Jeremic Sagias  | 1977 | 208 cm | 100 kg |  |
| 15 | Italia (bandiera)                           | C     | Stefano Rusconi       | 1968 | 208 cm | 115 kg |  |
| -  | Stati Uniti (bandiera)                      | AG    | Lee Nailon            | 1975 | 206 cm | 108 kg |  |
| -  | Stati Uniti (bandiera) · Francia (bandiera) | P     | Sydney Johnson        | 1974 | 192 cm | 85 kg  |  |
| -  | Stati Uniti (bandiera)                      | G     | Lonnie Cooper         | 1976 | 193 cm | 88 kg  |  |
| -  | Irlanda (bandiera) · Jugoslavia (bandiera)  | AC    | Mihajlo Pešić         | 1981 | 202 cm | 96 kg  |  |
| -  | Italia (bandiera)                           | A     | Davide Montanaro      | 1979 | 203 cm | 90 kg  |  |
| -  | Italia (bandiera)                           | A     | Giorgio Mapelli       | 1978 | 200 cm | 98 kg  |  |
| -  | Italia (bandiera)                           | G     | Luca Furlanetto       | 1981 | 195 cm | 78 kg  |  |

| Allenatore                                                                                           |
| - Marco Crespi                                                                                       |
| Assistente/i                                                                                         |
| - Andrea Trinchieri - Andrija Gavrilović Legenda - (C) Capitano - (IN) Inattivo - Infortunato Roster |

## Mercato

### Sessione estiva
| Acquisti | Acquisti        | Acquisti          | Acquisti   | Acquisti |
| R.       | Nome            | da                | Modalità   |          |
| -------- | --------------- | ----------------- | ---------- | -------- |
| PG       | Sydney Johnson  | Viola R. Calabria | svincolato |          |
| G        | Lonnie Cooper   | T.B. Windjammers  | svincolato |          |
| A        | Sérgio Ramos    | Benfica           | svincolato |          |
| AG       | Lee Nailon      | TCU Horned Frogs  | svincolato |          |
| AC       | Milan Sagias    | Okapi Aalstar     | svincolato |          |
| C        | Stefano Rusconi | Pall. Treviso     | svincolato |          |

| Cessioni | Cessioni           | Cessioni         | Cessioni       | Cessioni |
| R.       | Nome               | a                | Modalità       |          |
| -------- | ------------------ | ---------------- | -------------- | -------- |
| P        | Melvin Booker      | V.L. Pesaro      | fine contratto |          |
| G        | Marco Mordente     | Virtus Ragusa    | prestito       |          |
| G        | Denis Wucherer     | Pall. Varese     | fine contratto |          |
| A        | Silvio Gigena      | V.L. Pesaro      | fine contratto |          |
| AG       | Andrea Pilotti     | Mens Sana Siena  | fine contratto |          |
| AG       | DeMarco Johnson    | N.Y. Knicks      | fine contratto |          |
| C        | Roberto Cazzaniga  | Pall. Vigevano   | fine contratto |          |
| C        | Massimiliano Monti | S.C. Montecatini | fine contratto |          |

### Dopo l'inizio della stagione
| Acquisti | Acquisti        | Acquisti    | Acquisti      | Acquisti |
| R.       | Nome            | da          | Modalità      |          |
| -------- | --------------- | ----------- | ------------- | -------- |
| P        | Shawn Respert   | Free agent  | fine prestito |          |
| P        | Pooh Richardson | Free agent  | svincolato    |          |
| AP       | Mike Gizzi      | Gent        | svincolato    |          |
| AG       | Mikkel Larsen   | Real Madrid | svincolato    |          |

| Cessioni | Cessioni       | Cessioni        | Cessioni    | Cessioni |
| R.       | Nome           | a               | Modalità    |          |
| -------- | -------------- | --------------- | ----------- | -------- |
| PG       | Sydney Johnson | Mens Sana Siena | rescissione |          |
| G        | Lonnie Cooper  | D.M. Dragons    | rescissione |          |
| AG       | Lee Nailon     | Cocodrilos      | rescissione |          |

## Risultati

### Serie A

#### Stagione regolare

##### Girone d'andata
| Arbitri: | Cazzaro Pascotto |

|                                             |            |                                       |
| Nailon 20 Portaluppi, Cooper 14 Michelori 9 | Punti      | 22 Allen 9 Vescovi, Santiago 8 Fortes |
| Cooper 4                                    | Assist     | 1 Meneghin                            |
| Rusconi 16                                  | Rimbalzi   | 11 Allen                              |
| Marco Crespi                                | Allenatori | Valerio Bianchini                     |

| Arbitri: | Tola Tullio |

|                                  |            |                                   |
| Scarone 16 Niccolai 14 Slater 11 | Punti      | 27 Nailon 11 Portaluppi 9 Rusconi |
| Scarone, Slater 2                | Assist     | 3 Rusconi                         |
| Chiacig 7                        | Rimbalzi   | 18 Rusconi                        |
| Stefano Pillastrini              | Allenatori | Marco Crespi                      |

| Arbitri: | D'Este Chiari |

|                                    |            |                           |
| Rusconi 21 Nailon 20 Portaluppi 18 | Punti      | 23 Marić 21 Rowan 9 McRae |
| Rusconi 2                          | Assist     | 1 quattro giocatori       |
| Rusconi 15                         | Rimbalzi   | 10 Rowan                  |
| Marco Crespi                       | Allenatori | Luca Banchi               |

| Arbitri: | Colucci Di Modica |

|                                                             |            |                               |
| Štombergas 21 Andersen 12 Danilović, Andersen, Rigaudeau 11 | Punti      | 20 Cooper 13 Nailon 8 Rusconi |
| Bonora, Danilović 3                                         | Assist     | 1 Portaluppi                  |
| Frosini, D. Andersen 5                                      | Rimbalzi   | 4 Sagias                      |
| Ettore Messina                                              | Allenatori | Marco Crespi                  |

| Arbitri: | Zancanella Vianello |

|                                    |            |                                  |
| Portaluppi 17 Johnson 14 Nailon 10 | Punti      | 25 Shorter 21 Oliver 14 Thompson |
| 6 giocatori 1                      | Assist     | 3 Montecchia, Oliver             |
| Rusconi 9                          | Rimbalzi   | 11 Thompson                      |
| Marco Crespi                       | Allenatori | Gaetano Gebbia                   |

| Arbitri: | Lamonica Mattioli |

|                            |            |                                           |
| Rencher 21 Shaw 16 Riva 14 | Punti      | 22 Respert 14 Nailon, Rusconi 9 Michelori |
| Rencher 2                  | Assist     | 5 Johnson                                 |
| Shaw 18                    | Rimbalzi   | 11 Rusconi                                |
| Franco Ciani               | Allenatori | Marco Crespi                              |

| Arbitri: | Giansanti Pallonetto |

|                               |            |                                             |
| Granger 23 Tomidy 16 Tusek 13 | Punti      | 24 Respert 13 Rusconi 7 Portaluppi, Johnson |
| McDaniel 5                    | Assist     | 6 Respert                                   |
| Tomidy 10                     | Rimbalzi   | 12 Rusconi                                  |
| Massimo Bernardi              | Allenatori | Marco Crespi                                |

| Arbitri: | Grossi Ramilli |

|                                      |            |                            |
| Nailon 27 Portaluppi 25 Michelori 11 | Punti      | 33 Booker 14 Blair 13 Mian |
| Johnson 3                            | Assist     | 2 Booker, Mian             |
| Rusconi 10                           | Rimbalzi   | 7 Blair                    |
| Marco Crespi                         | Allenatori | Attilio Caja               |

| Arbitri: | D'Este Cerebuch |

|                              |            |                                    |
| Evans 51 Fazzi 10 Jerichow 9 | Punti      | 24 Nailon 23 Portaluppi 12 Rusconi |
| Romboli 4                    | Assist     | 2 Johnson                          |
| Evans 7                      | Rimbalzi   | 6 Michelori                        |
| Francesco Vitucci            | Allenatori | Marco Crespi                       |

| Arbitri: | Colucci Monizza |

|                                    |            |                                 |
| Nailon 33 Respert 18 Portaluppi 13 | Punti      | 29 Moore 15 Davolio 12 Williams |
| Michelori 3                        | Assist     | 3 Williams                      |
| Rusconi 13                         | Rimbalzi   | 6 Cittadini                     |
| Marco Crespi                       | Allenatori | Gianfranco Lombardi             |

| Arbitri: | Facchini Lo Guzzo |

|                                         |            |                              |
| Griffin, Berić 19 Rombaldoni 9 Nobile 8 | Punti      | 20 Nailon 12 Ramos 9 Rusconi |
| Berić 6                                 | Assist     | 4 Johnson                    |
| Camata 7                                | Rimbalzi   | 12 Russconi                  |
| Franco Marcelletti                      | Allenatori | Marco Crespi                 |

| Arbitri: | Pasetto Duranti |

|                                              |            |                                             |
| Nailon 29 Rusconi 11 Portaluppi, Michelori 9 | Punti      | 15 Edney 14 Nees, Nicola 9 Traina, Sheppard |
| Nailon 2                                     | Assist     | 2 Pittis, Nicola                            |
| Rusconi 15                                   | Rimbalzi   | 6 Pittis                                    |
| Marco Crespi                                 | Allenatori | Piero Bucchi                                |

| Arbitri: | Taurino Ramilli |

|                                   |            |                                |
| Nailon 20 Richardson 16 Rusconi 8 | Punti      | 17 De Pol 16 Kidd 10 Iuzzolino |
| Richardson 3                      | Assist     | 4 Iuzzolino                    |
| Rusconi 15                        | Rimbalzi   | 14 Kidd                        |
| Marco Crespi                      | Allenatori | Marco Calvani                  |

| Arbitri: | Reatto Pozzana |

|                                            |            |                                  |
| Mays, Middleton 17 Gray 14 Minto, Turner 9 | Punti      | 19 Ramos 17 Nailon 16 Richardson |
| Busca, Gray 3                              | Assist     | 4 Richardson, Nailon             |
| Gray 13                                    | Rimbalzi   | 7 Baldi                          |
| Fabrizio Frates                            | Allenatori | Marco Crespi                     |

| Arbitri: | Colucci Corrias |

|                                                     |            |                                 |
| Nailon, Gizzi 15 Portaluppi 14 Michelori, Rusconi 6 | Punti      | 23 Karnišovas 19 Fucka 13 Jarić |
| quattro giocatori 1                                 | Assist     | 4 Myers                         |
| Rusconi, Michelori 6                                | Rimbalzi   | 7 Vranković, Fucka              |
| Marco Crespi                                        | Allenatori | Carlo Recalcati                 |

##### Girone ritorno
| Arbitri: | D'Este Filippini |

|                                    |            |                                    |
| Pozzecco 22 Santiago 21 Vescovi 18 | Punti      | 17 Portaluppi 11 Rusconi 10 Nailon |
| Pozzecco 8                         | Assist     | 3 Johnson, Respert                 |
| Santiago 10                        | Rimbalzi   | 13 Rusconi                         |
| Massimo Galli                      | Allenatori | Marco Crespi                       |

| Arbitri: | Taurino Mattioli |

|                                 |            |                                                  |
| Nailon 18 Rusconi 15 Respert 12 | Punti      | 15 Scarone, Slater 11 Niccolai 8 Lončar, Chiacig |
| Nailon 3                        | Assist     | 2 Scarone                                        |
| Nailon 10                       | Rimbalzi   | 8 Slater                                         |
| Marco Crespi                    | Allenatori | Stefano Pillastrini                              |

| Arbitri: | Facchini Paternicò |

|                              |            |                                            |
| Rowan 21 Bullara 18 McRae 12 | Punti      | 19 Rusconi 14 Portaluppi 8 Respert, Larsen |
| Marić 10                     | Assist     | 3 Respert                                  |
| McRae 10                     | Rimbalzi   | 17 Rusconi                                 |
| Luca Banchi                  | Allenatori | Marco Crespi                               |

| Arbitri: | Grossi Giansanti |

|                                     |            |                                         |
| Respert 17 Rusconi 15 Portaluppi 11 | Punti      | 21 Danilović 14 Sconochini 13 Rigaudeau |
| Richardson, Rusconi 2               | Assist     | 2 Ekonomou                              |
| Rusconi 7                           | Rimbalzi   | 8 Ekonomou                              |
| Marco Crespi                        | Allenatori | Ettore Messina                          |

| Arbitri: | Lamonica Sabetta |

|                                     |            |                                    |
| Montecchia 19 Thompson 18 Oliver 14 | Punti      | 23 Respert 11 Richardson 9 Rusconi |
| Ginobili 8                          | Assist     | 1 quattro giocatori                |
| Ginobili, Thompson 8                | Rimbalzi   | 11 Rusconi                         |
| Gaetano Gebbia                      | Allenatori | Marco Crespi                       |

| Arbitri: | Tola Ursi |

|                                     |            |                                |
| Repsert 27 Rusconi 24 Portaluppi 11 | Punti      | 19 Rencher 15 Riva 10 Robinson |
| Repsert, Rusconi 3                  | Assist     | 2 Reale, Rencher               |
| Rusconi 14                          | Rimbalzi   | 4 quattro giocatori            |
| Marco Crespi                        | Allenatori | Franco Ciani                   |

| Arbitri: | D'Este Anesin |

|                                        |            |                                          |
| Respert 19 Portaluppi 13 Richardson 12 | Punti      | 15 Granger, Righetti 13 Tomidy 3 Zanelli |
| Gizzi 2                                | Assist     | 1 Morri                                  |
| Rusconi 12                             | Rimbalzi   | 8 Tomidy                                 |
| Marco Crespi                           | Allenatori | Paolo Carasso                            |

| Arbitri: | Cerebuch Pozzana |

|                                      |            |                                            |
| Booker 19 Conti, Blair 14 Attruia 12 | Punti      | 14 Portaluppi, Respert 12 Larsen 9 Rusconi |
| Booker 3                             | Assist     | 2 Respert                                  |
| Blair 8                              | Rimbalzi   | 8 Respert                                  |
| Attilio Caja                         | Allenatori | Marco Crespi                               |

| Arbitri: | Reatto Vianello |

|                                                |            |                                        |
| Respert 23 Rusconi 18 Portaluppi, Michelori 10 | Punti      | 31 Esposito, Evans 16 Lockhart 9 Fazzi |
| Respert 1                                      | Assist     | 1 Esposito, Evans                      |
| Rusconi 14                                     | Rimbalzi   | 21 Lockhart                            |
| Marco Crespi                                   | Allenatori | Francesco Vitucci                      |

| Arbitri: | Grossi Lo Guzzo |

|                              |            |                                               |
| Moore 24 Gorenc 14 Damiao 11 | Punti      | 18 Portaluppi 13 Richardson, Rusconi 9 Larsen |
| Taylor 3                     | Assist     | 1 sei giocatori                               |
| Damiao 12                    | Rimbalzi   | 9 Rusconi                                     |
| Gianfranco Lombardi          | Allenatori | Marco Crespi                                  |

| Arbitri: | Lamonica Nardecchia |

|                                                 |            |                              |
| Respert 32 Portaluppi 21 Richardson, Rusconi 10 | Punti      | 46 Bullock 19 Beric 9 Camata |
| Respert 3                                       | Assist     | 3 Bullock                    |
| Rusconi 11                                      | Rimbalzi   | 9 Camata                     |
| Marco Crespi                                    | Allenatori | Franco Marcelletti           |

| Arbitri: | Giansanti Monizza |

|                                             |            |                                |
| Di Spalatro 20 Traina, Sheppard 15 Edney 14 | Punti      | 20 Respert 10 Rusconi 8 Gizzi  |
| Edney 5                                     | Assist     | 1 Richardson, Respert, Rusconi |
| Di Spalatro 7                               | Rimbalzi   | 8 Rusconi                      |
| Piero Bucchi                                | Allenatori | Marco Crespi                   |

| Arbitri: | Mattioli Penserini |

|                                                   |            |                                    |
| Williams 30 Iuzzolino, Kidd 14 Rossini, Cessel 10 | Punti      | 24 Respert 11 Rusconi 10 Michelori |
| Kidd, Rossini, Iuzzolino 3                        | Assist     | 2 Respert                          |
| Kidd 16                                           | Rimbalzi   | 11 Rusconi                         |
| Marco Calvani                                     | Allenatori | Marco Crespi                       |

| Arbitri: | Cazzaro Vianello |

|                                                           |            |                                |
| Respert 16 Richardson, Portaluppi, Michelori 10 Rusconi 7 | Punti      | 14 Minto, Turner 9 Mays 8 Gray |
| Rusconi 2                                                 | Assist     | 2 Alberti                      |
| Rusconi 13                                                | Rimbalzi   | 11 Gray                        |
| Marco Crespi                                              | Allenatori | Fabrizio Frates                |

| Arbitri: | Tola Lo Guzzo |

|                                     |            |                                   |
| Myers 29 Karnišovas 18 Vranković 11 | Punti      | 17 Respert 12 Gizzi 10 Richardson |
| Basile 6                            | Assist     | 2 Rusconi, Gizzi                  |
| Galanda 10                          | Rimbalzi   | 6 Sagias                          |
| Carlo Recalcati                     | Allenatori | Marco Crespi                      |

#### Play-off

##### Ottavi di finale
| Arbitri: | Duranti Lo Guzzo |

|                                |            |                                 |
| Attruia 19 Moltedo 17 Conti 14 | Punti      | 25 Rusconi 24 Respert 12 Larsen |
| Mian 2                         | Assist     | 4 Respert                       |
| Blair 16                       | Rimbalzi   | 22 Rusconi                      |
| Attilio Caja                   | Allenatori | Marco Crespi                    |

| Arbitri: | D'Este Sabetta |

|                                            |            |                             |
| Respert 24 Portaluppi 16 Rusconi, Larsen 9 | Punti      | 21 Blair 13 Conti 9 Attruia |
| Richardson 2                               | Assist     | 2 Booker                    |
| Respert 9                                  | Rimbalzi   | 13 Blair                    |
| Marco Crespi                               | Allenatori | Attilio Caja                |

##### Quarti di finale
| Arbitri: | Cazzaro Pascotto |

|                               |            |                                       |
| Beric 23 Schmidt 15 Albano 14 | Punti      | 18 Portaluppi 11 Respert 9 Richardson |
| Bullock, Beric 3              | Assist     | 3 Richardson                          |
| Camata 13                     | Rimbalzi   | 6 Michelori                           |
| Franco Marcelletti            | Allenatori | Marco Crespi                          |

| Arbitri: | Colucci Paternicò |

|                                                            |            |                               |
| Rusconi 18 Respert 11 Pooh Richardson, Andrea Michelori 10 | Punti      | 25 Bullock 15 Beric 10 Albano |
| Rusconi 2                                                  | Assist     | 1 Nobile, Bullock             |
| Michelori 11                                               | Rimbalzi   | 8 Bullock                     |
| Marco Crespi                                               | Allenatori | Franco Marcelletti            |

| Arbitri: | Lamonica Ursi |

|                               |            |                                    |
| Beric 20 Albano 15 Schmidt 14 | Punti      | 19 Respert 15 Portaluppi 11 Larsen |
| Bullock 5                     | Assist     | 3 Respert                          |
| Camata 8                      | Rimbalzi   | 7 Michelori                        |
| Franco Marcelletti            | Allenatori | Marco Crespi                       |

### Coppa Saporta

#### Stagione regolare
| Arbitri: | Bertrand Julien |

|                                    |            |                               |
| Nailon 29 Portaluppi 19 Rusconi 18 | Punti      | 18 Larsson 15 Banks 14 Coates |
| Michelori, Rusconi, Portaluppi 1   | Assist     | 2 Aulander                    |
| Nailon 13                          | Rimbalzi   | 7 Larsson                     |
| Marco Crespi                       | Allenatori |                               |

| Arbitri: | Araujo Schwarz |

|                               |            |                                             |
| Bucknall 15 Balser 12 Leak 10 | Punti      | 22 Johnson 15 Rusconi 14 Portaluppi, Nailon |
| Bucknall 6                    | Assist     | 5 Johnson                                   |
| Austin 5                      | Rimbalzi   | 14 Rusconi                                  |
|                               | Allenatori | Marco Crespi                                |

| Arbitri: | Mpotitsis Sudek |

|                               |            |                                |
| Copper 23 Ramos 17 Rusconi 10 | Punti      | 29 Ansley 24 Green 16 Köseoğlu |
| Cooper, Rusconi 2             | Assist     | -                              |
| Rusconi 13                    | Rimbalzi   | 6 Green                        |
| Marco Crespi                  | Allenatori | Ahmet Çakı                     |

| Arbitri: | Urukalo Zlatevski |

|                                    |            |                                |
| Nailon 35 Portaluppi 16 Johnson 15 | Punti      | 22 Doyle 15 Loridon 11 Vučević |
| Nailon 2                           | Assist     | -                              |
| Nailon, Johnson 10                 | Rimbalzi   | 6 Loridon                      |
| Marco Crespi                       | Allenatori | Brad Dean                      |

| Arbitri: | Papadimitriou Varadi |

|                              |            |                                      |
| Tvrdić 24 Žižić 17 Vujčić 15 | Punti      | 20 Nailon 16 Portaluppi 11 Michelori |
| Tomeljak 3                   | Assist     | 4 Johnson                            |
| Vujčić, Žižić 8              | Rimbalzi   | 7 Sagias                             |
| Srđan Subotić                | Allenatori | Marco Crespi                         |

| Arbitri: | Moberg Gardarsson |

|                                  |            |                                 |
| Coates 19 Larsson 16 Aulander 11 | Punti      | 25 Nailon 20 Rusconi 10 Johnson |
| Larsson 4                        | Assist     | 3 Johnson                       |
| Pettersson 7                     | Rimbalzi   | 10 Nailon                       |
|                                  | Allenatori | Marco Crespi                    |

| Arbitri: | Christodoulou Varadi |

|                                  |            |                              |
| Nailon 28 Ramos 20 Portaluppi 15 | Punti      | 25 Lewis 19 Leak 13 Bucknall |
| Rusconi 2                        | Assist     | 2 Bucknall                   |
| Rusconi 10                       | Rimbalzi   | 7 Lewis                      |
| Marco Crespi                     | Allenatori |                              |

| Arbitri: | Muhvic Dervisevic |

|                                                   |            |                               |
| Ansley 19 Kahyaoglu M. 16 Kahyaoglu O., Kosedag 8 | Punti      | 16 Nailon 15 Rusconi 13 Ramos |
| Kosedag 6                                         | Assist     | 5 Nailon                      |
| Ansley 9                                          | Rimbalzi   | 13 Rusconi                    |
| Ahmet Çakı                                        | Allenatori | Marco Crespi                  |

| Arbitri: | Vauthier Hengel |

|                              |            |                                    |
| Doyle 23 Marnette 12 Ibens 9 | Punti      | 20 Nailon 14 Portlauppi 13 Rusconi |
| Loridon, Doyle 2             | Assist     | 4 Johnson, Nailon                  |
| Engellant 18                 | Rimbalzi   | 15 Rusconi                         |
| Brad Dean                    | Allenatori | Marco Crespi                       |

| Arbitri: | Brazauskas Coelho |

|                                      |            |                                 |
| Nailon 30 Portaluppi 14 Michelori 11 | Punti      | 23 Tvrdić 19 Vujčić 11 Tomeljak |
| Johnson, Nailon 3                    | Assist     | 2 Vujčić                        |
| Portaluppi 4                         | Rimbalzi   | 7 Vujčić                        |
| Marco Crespi                         | Allenatori | Srđan Subotić                   |

#### Fase a eliminazione diretta
| Arbitri: | Ankarali Ramos |

|                                 |            |                               |
| Portaluppi 22 Nailon 10 Gizzi 9 | Punti      | 18 Nakić 16 Scekic 9 Drobnjak |
| Johnson 2                       | Assist     | 2 Scekic                      |
| Baldi 8                         | Rimbalzi   | 7 Scekic                      |
| Marco Crespi                    | Allenatori | Simon Petrov                  |

| Arbitri: | Koromilas Zachara |

|                                |            |                                                    |
| Nakić 17 Smodiš 14 Visković 11 | Punti      | 18 Nailon 9 Portaluppi, Richardson 7 Gizzi, Sagias |
| Petrov 2                       | Assist     | 3 Richardson                                       |
| Visković 9                     | Rimbalzi   | 9 Nailon                                           |
| Simon Petrov                   | Allenatori | Marco Crespi                                       |

| Arbitri: | Muhvic Lovsin |

|                                                                 |            |                                      |
| Wójcik 17 Gregov, Zieliński, McNaull 10 Štelmahers, Szybilski 8 | Punti      | 19 Richardson 10 Portaluppi 9 Sagias |
| Gregov 5                                                        | Assist     | 3 Portaluppi                         |
| McNaull 8                                                       | Rimbalzi   | 7 Sagias                             |
| Muli Katzurin                                                   | Allenatori | Marco Crespi                         |

| Arbitri: | Jovancic Öget |

|                                      |            |                                     |
| Portaluppi 20 Richardson 14 Baldi 10 | Punti      | 19 Wójcik 14 O'Bannon 11 Štelmahers |
| Baldi 1                              | Assist     | 3 Zieliński                         |
| Michelori 5                          | Rimbalzi   | 11 McNaull                          |
| Marco Crespi                         | Allenatori | Muli Katzurin                       |

## Statistiche

### Statistiche di squadra
| Competizione   | G  | V  | P  | Pt   | 2PT  | 3PT  | TL   | Rimbalzi | Rimbalzi | Rimbalzi | Stop | Palle | Palle | Ass |
| Competizione   | G  | V  | P  | Pt   | 2PT  | 3PT  | TL   | Off      | Dif      | Tot      | Stop | Perse | Rec.  | Ass |
| -------------- | -- | -- | -- | ---- | ---- | ---- | ---- | -------- | -------- | -------- | ---- | ----- | ----- | --- |
| Serie A1       | 30 | 10 | 20 | 70.5 | 51.3 | 34.2 | 71.8 | 11.0     | 20.0     | 30.9     | 1.3  | 15.5  | 13.7  | 5.6 |
| Playoff        | 5  | 2  | 3  | 76.0 | 48.2 | 40.3 | 67.1 | 13.6     | 21.2     | 34.8     | 1.2  | 13.0  | 11.8  | 7.0 |
| Totale Serie A | 35 | 12 | 23 | 73.3 | 49.7 | 37.5 | 69.4 | 12.3     | 20.6     | 32.9     | 1.3  | 14.3  | 12.8  | 6.3 |
| Coppa Saporta  | 14 | 6  | 8  | 70.6 | -    | -    | -    | -        | -        | 29.4     | -    | -     | -     | 7.2 |
| Totale         | 49 | 18 | 31 | 71.9 | -    | -    | -    | -        | -        | 31.1     | -    | -     | -     | 6.7 |

### Andamento in campionato
| Giornata  | 1 | 2 | 3 | 4 | 5 | 6 | 7 | 8 | 9 | 10 | 11 | 12 | 13 | 14 | 15 | 16 | 17 | 18 | 19 | 20 | 21 | 22 | 23 | 24 | 25 | 26 | 27 | 28 | 29 | 30 |
| --------- | - | - | - | - | - | - | - | - | - | -- | -- | -- | -- | -- | -- | -- | -- | -- | -- | -- | -- | -- | -- | -- | -- | -- | -- | -- | -- | -- |
| Luogo     | C | T | C | T | C | T | T | C | T | C  | T  | C  | C  | T  | C  | T  | C  | T  | C  | T  | C  | C  | T  | C  | T  | C  | T  | T  | C  | T  |
| Risultato | V | P | V | P | P | V | P | P | P | V  | P  | P  | V  | P  | P  | P  | V  | P  | P  | P  | V  | V  | P  | P  | P  | V  | P  | P  | V  | P  |

Fonte:  Serie A – Classifica, su legabasket.it. URL consultato il 19 maggio 2023.
Legenda:

Luogo: C = Casa; T = Trasferta. Risultato: V = Vittoria; P = Sconfitta.
- = Turno di riposo.

### Statistiche giocatori
| Giocatore         | Serie A | Serie A | Serie A | Serie A | Serie A Playoff | Serie A Playoff | Serie A Playoff | Serie A Playoff | Coppa Saporta | Coppa Saporta | Coppa Saporta | Coppa Saporta | Totale | Totale | Totale | Totale |
| Giocatore         | PG      | PTI     | AST     | RIM     | PG              | PTI             | AST             | RIM             | PG            | PTI           | AST           | RIM           | PG     | PTI    | AST    | RIM    |
| ----------------- | ------- | ------- | ------- | ------- | --------------- | --------------- | --------------- | --------------- | ------------- | ------------- | ------------- | ------------- | ------ | ------ | ------ | ------ |
| Shawn Respert     | 18      | 325     | 33      | 65      | 5               | 89              | 12              | 24              | -             | -             | -             | -             | 23     | 414    | 45     | 89     |
| Flavio Portaluppi | 29      | 342     | 10      | 54      | 5               | 68              | 3               | 10              | 14            | 183           | 17            | 27            | 48     | 593    | 30     | 91     |
| Stefano Rusconi   | 29      | 319     | 32      | 129     | 4               | 52              | 6               | 45              | 9             | 113           | 15            | 91            | 42     | 484    | 53     | 265    |
| Pooh Richardson   | 15      | 127     | 20      | 43      | 5               | 37              | 8               | 16              | 4             | 49            | 5             | 19            | 24     | 213    | 33     | 78     |
| Lee Nailon        | 18      | 327     | 20      | 79      | -               | -               | -               | -               | 11            | 245           | 22            | 77            | 29     | 572    | 42     | 156    |
| Andrea Michelori  | 30      | 179     | 12      | 102     | 5               | 34              | 1               | 27              | 14            | 77            | 6             | 42            | 49     | 290    | 19     | 171    |
| Sérgio Ramos      | 26      | 177     | 0       | 35      | 5               | 21              | 1               | 9               | 11            | 92            | 4             | 36            | 42     | 290    | 5      | 80     |
| Mikkel Larsen     | 13      | 88      | 1       | 44      | 5               | 40              | 1               | 25              | -             | -             | -             | -             | 18     | 128    | 2      | 69     |
| Mike Gizzi        | 17      | 91      | 7       | 16      | 5               | 27              | 3               | 5               | 4             | 26            | 0             | 4             | 26     | 144    | 10     | 25     |
| Sidney Johnson    | 18      | 69      | 21      | 43      | -               | -               | -               | -               | 11            | 82            | 25            | 46            | 29     | 151    | 46     | 89     |
| Lonnie Cooper     | 5       | 60      | 7       | 13      | -               | -               | -               | -               | 2             | 32            | 2             | 5             | 7      | 92     | 9      | 18     |
| Milan Sagias      | 19      | 43      | 2       | 35      | 2               | 6               | 0               | 2               | 14            | 47            | 0             | 42            | 35     | 96     | 2      | 79     |
| Marco Baldi       | 21      | 27      | 1       | 22      | 4               | 4               | 0               | 1               | 8             | 18            | 1             | 14            | 33     | 49     | 2      | 37     |
| Giorgio Mapelli   | 7       | 3       | 0       | 1       | 1               | 2               | 0               | 0               | 12            | 21            | 4             | 7             | 20     | 26     | 4      | 8      |
| Mihajlo Pešić     | 3       | 0       | 0       | 0       | -               | -               | -               | -               | 1             | 0             | 0             | 0             | 4      | 0      | 0      | 0      |
| Davide Montanaro  | 0       | 0       | 0       | 0       | -               | -               | -               | -               | 4             | 0             | 0             | 0             | 4      | 0      | 0      | 0      |
| Luca Furlanetto   | 1       | 0       | 0       | 0       | -               | -               | -               | -               | 1             | 3             | 0             | 1             | 2      | 3      | 0      | 1      |